# Publi Licini Murena (pretor)
Publi Licini Murena (en llatí: Publius Licinius Murena) va ser un magistrat romà. El seu pare es deia Publi Licini, i va ser pretor. Formava part de la gens Licínia.
Murena també va ser pretor en un any desconegut, però se sap que era contemporani de l'orador Luci Licini Cras que va viure entre els anys 140 aC i 90 aC. Va ser el primer membre de la família que va portar el cognom Murena, i no se sap si va ser ell que va donar origen a aquest cognom, encara que és probable.